# Лоренцо Монако
Лорèнцо Мòнако (на италиански: Lorenzo Monaco), роден Пиèро ди Джовàни (Piero di Giovanni; * ок. 1370, Сиена или Флоренция, † ок. май 1425, Флоренция, Флорентинска република) е италиански монах,  художник и миниатюрист от Международна готика и Ранния ренесанс. Смята се, че той е последният важен представител на стила на Джото преди ренесансовата революция на Фра Анджелико и Мазачо.

## Биография и творчество
Вероятно е роден във Флоренция, а не в Сиена, както се смята допреди време. Нищо не се знае за ранния му живот, но със сигурност е флорентинец по образование. Обучен в екстремната традиция на Школата на Джото, за него от голямо значение са творбите на Спинело Аретино и Аньоло Гади.
През 1390 г. постъпва като послушник във флорентинския камалдолски манастир „Санта Мария дели Анджели“, където полага обетите си през 1391 г. Оттогава той е известен като Лоренцо Монако. Там той работи дълго време като миниатюрист в скрипториума и като художник върху дърво,  утвърждавайки се като най-великият художник на свещени теми във Флоренция. Трите хорала в Библиотека Лауренциана, изпълнени за собствения му камалдолски манастир, датират от последното десетилетие на 14 век, където вече се възприема личен стил, характеризиращ се със напрегната линейност и студена хроматична гама.
От 1404 г. неговият стил е ориентиран към Международната готика, повлиян от първите творби на Лоренцо Гиберти и от творбите на Герардо Старнина, който се завръща през тези години от Испания, научил всички международни нововъведения. В тези години се откроява се Пиетà (Галерия на Академията, Флоренция), където започват да преобладават нервната линия и известно емоционално напрежение. От многобройните панели със златен фон, които той създава, може да се изведем стил, характеризиращ се с изключително издължени фигури, с криволичещи линии на драперията във формата на полумесец, с остри контури, блестящи и много богати цветове (изобилие от злато и синьо лапис лазули), с подчертани жестове и с почти липсващо пространство. От друга страна почти напълно отсъстват профанните и натуралистични означения, характерни за придворния вкус, а са предпочитани образи със силна духовна стойност, откъснати от реалността. От този период, наред с други, са Табернакул с Мадоната с Младенеца и светци (Национална пинакотека, Сиена) и Хораций в градината (Галерия Академията, Флоренция). От 1407/9 г. е разкошната Коронация на Богородица (Националната галерия, Лондон), която е сред най-известните му творби. Т. нар. Полиптих от Монтеоливето (Галерия на Академията, Флоренция) е малко по-късна, пропита с духовност творба, която дори предхожда Беато Анджелико. В Триптих на Сан Проколо (Галерия на Академията, Флоренция) вече се забелязват онези вълнообразни ритми, като арабеска на кодекс с миниатюри, който след това се откриват през 1414 г. в Коронацията на Богородица (Уфици, Флоренция), съставена от спектакъл на светци с криволичещи форми, с блестящи цветове, които достигат своя връх в ослепителната бяла дреха на Богородица и в ултрамарин синьото на мантията на Христос – автентично излъчване на божествена светлина.
Многобройните поръчки го карат да иска разрешение, за да може да напусне манастира, редовно давани от началниците му, но Лоренцо никога не забравя монашеския си статут.
Във фазата на последната си продукция той вече се намира в пряко сравнение с иновациите на Мазачо и Филипо Брунелески, но въпреки че знае как да актуализира стила си с някои нововъведения, особено по отношение на по-реалистичното представяне на пространството, художникът остава винаги верен на личния си стил без радикални промени. Това е видимо в Поклонението на влъхвите от 1420-22 г., където ракурсите изглеждат подчертано несвързани и сюрреалистични именно в контраст с геометричната перспектива, която тогава е на мода. Въпреки това изобразителното качество остава много високо, с оригинално използване на контурната линия, което създава един от най-въображаемите резултати от цялата флорентинска живопис.
Ии през 20-те години на 15 век неговата живопис се радва на голям брой последователи, както се вижда от престижните поръчки, като Историите на Богородица в параклис „Бартолини Салимбени“ в Санта Тринитà (от около 1420 г.), което е рядко негово стенописно свидетелство .
Джорджо Вазари, който включва биографията му в своите „Жития“, свидетелства как той умира на 55-годишна възраст от „жесток абцес“ (инфектирана пустула, гангрена или може би тумор), която го принуждава да лежи в продължение на много месеци. Той е погребан в къщата на Капитула на манастира – привилегия, която обикновено се запазва само за висши религиозни служби и за известни личности, което е още едно доказателство за голямото уважение, на което се радва през живота си.
Неговата продукция също е много обширна в миниатюрата, където той постига резултати с голяма стойност както на творческо, така и на формално ниво. Рисува и канторини – книги с ноти, използвани от средновековните певци в литургичните хорове. Много ръкописи, които той илюстрира, се съхраняват в Библиотека Лауренциана.

## Произведения
- Кръщение Христово, 1387- 1408, Национална галерия, Лондон
- Рождество Христово, ок. 1390, Берлинска картинна галерия
- Три хорала с миниятюри (Tre corali miniati), 1390-1400, Библиотека Лауренциана, Флоренция
- Хораций в градината (Orazione nell'orto), ок. 1395-1400, Галерия на Академията, Флоренция
- Тайната вечеря, ок. 1395, Берлинска картинна галерия
- Обезглавяването на Света Екатерина, ок. 1395, Берлинска картинна галерия
- Пиетà (Pietà), 1404, Галерия на Академията, Флоренция
- Триптих на Сан Донино (Trittico di San Donnino), 1404, Музей на Колегиална църква „Сант Андреа“, Емполи
- Бягството в Египет, ок.1405, Музей „Линденау“, Алтенбург
- Рождество Христово (Natività), 1406-1410, Музей на изкуството „Метрополитън“, Ню Йорк
- Свети Бенедикт, 1407-1409, Национална галерия, Лондон
- Христос на Елеонската планина и Мария на гроба, ок. 1408, Лувър, Париж
- Полиптих с Мадоната на трон и светии (Polittico della Madonna in trono e santi), ок.1410, Галерия на Академията, Флоренция
- Олтар на Монтеоливето, ок. 1410, Палацо Даванцати, Флоренция
- Мадоната с Младенеца на трон и два ангела между светите Екатерина Александрийска, Бенедикт, Йоан Гаулберт и Агата – Триптих от Прато (Madonna col Bambino in trono e due angeli oranti fra i santi Caterina d'Alessandria, Benedetto, Giovanni Gualberto e Agata (Trittico di Prato)), 1410-1415, Музей на Палацо Преторио, Прато
- Триптих „Благовещение“ (Trittico dell'Annunciazione), 1410-1415, Галерия на Академията, Флоренция
- Мадона с Младенеца, 1413, Национална галерия, Вашингтон
- Коронацията на Дева Мария (Incoronazione della Vergine), 1414, Уфици, Флоренция
- Мадоната на тона между светиите Йоан Евангелист и Екатерина, Йоан Кръстител и Августин (Madonna in trono tra i santi Giovanni Evangelista e Caterina, Giovanni Battista e Agostino), с Паоло Скиаво, ок. 1420, Музей на Колегиална църква „Сант Андреа“, Емполи
- Мадоната с Младенеца и два ангела, ок. 1420, Музей „Лихтенщайн“, Виена
- Поклонението на влъхвите (Adorazione dei Magi), 1420-1422, Уфици, Флоренция
- Жития на Дева Мария (Storie della Vergine) в Параклис „Бартолини Салимбени“, 1420-1425, Санта Tринитà, Флоренция
- Благовещение „Бартолини Салимбени“ (Annunciazione Bartolini Salimbeni), 1420-1425, Санта Тринитà, Флоренция
- Олтарна картина за флорентинската църква „Св. Егидий“, 1420- 1422, Уфици, Флоренция
- Поклонението на влъхвите, 1421-1422, Уфици, Флоренция
- Благовещение (Annunciazione), 1423-1424, Колекция „Алана“, Нюарк
- Оформено разпятие с опечалени (Crocifisso sagomato con i dolenti), Църква „Сан Джованино дей Кавалиери“, Флоренция
- Мадоната с Младенеца (Madonna col Bambino), Териториално абатство на Пресвета троица на Кава де Тирени, Кава де Тирени
- Мадоната с Младенеца (Madonna col Bambino), 1-ва пол. на 15 век, Шотландска национална галерия, Единбург
- Мадоната на трон, 1-ва пол. на 15 век, Музей „Фицуилям“, Кеймбридж
- Коронацията на Мария, 1-ва пол. на 15 век, Худ. институт Courtauld, Лондон
- Св. Йероним, 1-ва пол. на 15 век, Държавен музей, Амстердам

- Галерия с произведения
- Коронация на Богородица, 1388 – 90, Худ. галерия на Институт „Куртолд“, Лондон
- Мадона, 1370 – 1425, Музей на съкровищана на базилика „Св. Франциск от Асизи“, Асизи
- Мадона, 1381 – 1425, Държавен музей, Амстердам
- Разпъване на кръст, 1405 – 1410 г., Галерия на Академията, Флоренция
- Бягство в Египет, ок. 1405, Музей „Линденау“, Аусбург
- Свети Яков, нар. Стари, 1408, Санта Кроче, Флоренция
- Рождество Христово, ок. 1406 – 1410 г., MET, Ню Йорк
- Полиптих „Мадоната и светци“, 1410 г., Галерия на Академията, Флоренция
- Коронацията на Мария: сцена от живота на св. Бенедикт, ок. 1413 – 1414 г., Уфици, Флоренция
- Мадоната с Младенеца на трон и шест ангела, 1415 – 1420, Национален худ. музей на Каталония, Барселона
- Мадона на трон, 1-ва пол. на 15 век, Музей „Фицуилям“, Кеймбридж
- Рождество, 1414 г., Уфици, Флоренция
- Свети Йероним Блажени в кабинета си, ок. 1420, Нац. музей, Амстердам
- Поклонението на влъхвите, 1420-1422, Уфици, Флоренция
- Благовещение, 1423-24, Колекция „Алана“
- Рождество, пр. 1424 г., Нац. музей на Сан Марко, Флоренция